# Dekanat bobrujski
Dekanat bobrujski – jeden z 11 dekanatów archidiecezji mińsko-mohylewskiej na Białorusi. Składa się z 6 parafii. 

## Lista parafii
| Lp | Miejscowość / parafia                                            | Proboszcz / administrator | Kościół                                                             | Zdjęcie |
| -- | ---------------------------------------------------------------- | ------------------------- | ------------------------------------------------------------------- | ------- |
| 1  | Osipowicze Parafia Bożego Miłosierdzia                           | o. Natanael Wojtala OFM   | Kościół Bożego Miłosierdzia w Osipowiczach                          |         |
| 2  | Bobrujsk Parafia Niepokalanego Poczęcia Najświętszej Maryi Panny |                           | Kościół Niepokalanego Poczęcia Najświętszej Marii Panny w Bobrujsku |         |
| 3  | Hłusk Parafia św. Anny                                           |                           | Kościół św. Anny w Hłusku                                           |         |
| 4  | Jelizowo Parafia Wniebowzięcia Najświętszej Maryi Panny          |                           | Kościół Wniebowzięcia Najświętszej Maryi Panny w Jelizowie          |         |
| 5  | Kazimirowo Parafia św. Józefa                                    |                           | Kościół św. Józefa w Kazimirowie                                    |         |
| 6  | Kliczów Parafia Najświętszej Maryi Panny Fatimskiej              |                           | Kościół Najświętszej Maryi Panny Fatimskiej w Kliczewie             |         |